# Surses
Surses är en kommun i regionen Albula i den schweiziska kantonen Graubünden. Den bildades 2015 genom sammanslagning av samtliga kommuner i kretsen Surses, som samtidigt avskaffades. Kommunen har 2 424 invånare (2023).
Kommunen omfattar dalgången Surses (tyska Oberhalbstein, italienska Val Sursette), som från söder till norr genomströmmas av floden Gelgia/Julia. Namnet har sitt ursprung i att dalen ligger "ovanför stenen", vilket syftar på Crap Ses, en klippformation som har försvårat passage in i dalens nedre ände. Under många århundraden var vägen genom Surses en av de viktigaste nord-sydförbindelserna över Alperna.
Sedan gammalt indelas dalen informellt i Surgôt och Sotgôt (rätoromanska för "ovanskogs" respektive "nedanskogs").
Största orten är Savognin, som är urgammalt centrum för dalen. Kommunen har däremot sitt kansli i Tinizong.

## Historik
Kretsen Surses (fram till 1990 benämnd med det tyska namnet Oberhalbstein) bildades 1851 av de tidigare tingslagen Stalla (omfattande Bivio och Marmorera längst i söder) och Oberhalbstein (resten av dalen). Både Stalla och Oberhalbstein anslöt sig till Gotteshausbund 1367, och gick sålunda in i nuvarande Graubündens historia.
Kretsen omfattade från början de elva kommunerna Salouf, Riom, Parsonz, Cunter, Savognin, Tinizong, Rona, Mulegns, Sur, Marmorera och Bivio. 1979 slogs Riom och Parsonz ihop till Riom-Parsonz, och 1998 slogs Tinizong och Rona ihop till Tinizong-Rona. 2016 slogs så samtliga kommuner ihop till en.

## Språk
Det traditionella språket i Surses är det rätoromanska idiomet surmiran. I Bivio har också italienska varit lokalt använt i århundraden. Under senare delen av 1900-talet har tyska språket vunnit insteg, och år 2000 var det bara drygt hälften av invånarna som hade rätoromanska som huvudspråk, även om betydligt fler kan använda det. 
Rätoromanska är kommunens officiella språk, samt undervisningsspråk i skolans årskurs 1-6, undantaget den lilla byskolan i Bivio som är tysk-italienskt tvåspråkig. Undervisningen i årskurs 7-9 bedrivs huvudsakligen på tyska. 

## Religion
I Bivio gick 1584 en del av befolkningen över till reformert kristendom, och fick 1674 en egen kyrka. I resten av dalen har den katolska ordningen bibehållits fram till i modern tid då en reformert minoritet har vuxit fram även där, varför ett reformert kyrkcentrum har byggts i Savognin 1988.

## Indelning
Kommundelarna är från norr till söder:

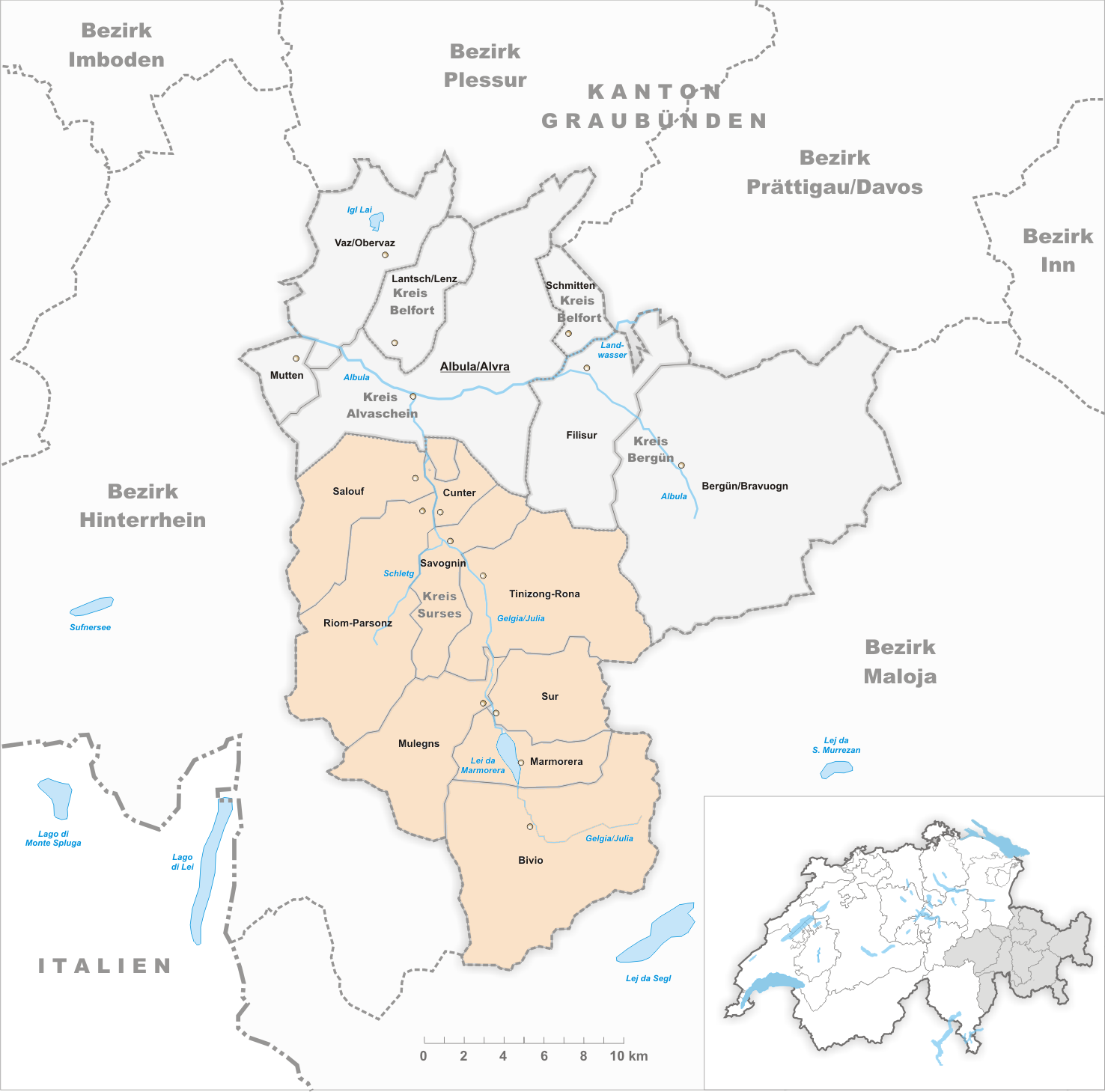
Kommunindelning innan sammanslagningen

| Sotgôt   | Sotgôt   | Sotgôt              | Sotgôt    | Surgôt    | Surgôt    | Surgôt              | Surgôt    |
| Vapen    | Kommun   | Invånare 2012-12-31 | Yta i km² | Vapen     | Kommun    | Invånare 2012-12-31 | Yta i km² |
| -------- | -------- | ------------------- | --------- | --------- | --------- | ------------------- | --------- |
| Salouf   | Salouf   | 216                 | 31,4      | Rona      | Rona      | 68                  | 6,3       |
| Parsonz  | Parsonz  | 125                 | 11,0      | Mulegns   | Mulegns   | 25                  | 33,8      |
| Riom     | Riom     | 179                 | 45,0      | Sur       | Sur       | 68                  | 23,2      |
| Cunter   | Cunter   | 256                 | 7,1       | Marmorera | Marmorera | 31                  | 19,0      |
| Savognin | Savognin | 1 016               | 22,2      | Bivio     | Bivio     | 189                 | 76,7      |
| Tinizong | Tinizong | 252                 | 48,0      |           |           |                     |           |